# Resolutie 1883 Veiligheidsraad Verenigde Naties
Resolutie 1883 van de Veiligheidsraad van de Verenigde Naties werd op 7 augustus 2009 unaniem aangenomen door de VN-Veiligheidsraad en verlengde de VN-bijstandsmissie in Irak met een jaar.

## Achtergrond
Op 2 augustus 1990 viel Irak zijn zuiderbuur Koeweit binnen en bezette dat land. De Veiligheidsraad veroordeelde de inval nog diezelfde dag middels resolutie 660, en later kregen de lidstaten carte blanche om Koeweit te bevrijden. Eind februari 1991 was die strijd beslecht en legde Irak zich neer bij alle aangenomen VN-resoluties. Het land werd vervolgens verplicht om zich te ontwapenen door onder meer al zijn massavernietigingswapens te vernietigen. Daaraan werkte Irak echter met grote tegenzin mee, tot grote woede van de Verenigde Staten, die het land daarom in 2003 opnieuw binnenvielen. Kort hierop vroeg de door de VS geleide overgangsregering van Irak de Verenigde Naties om hulp bij onder meer het herzien van de grondwet en de organisatie van verkiezingen, en werd de VN-bijstandsmissie in Irak opgericht. In 2004 werd de overgangsregering opgevolgd door een Iraakse interim-regering. In 2005 werd een nieuwe grondwet aangenomen en vonden verkiezingen plaats, waarna een coalitie werd gevormd. In de tussentijd werd het land echter geplaagd door sektarisch geweld en bleven er vele slachtoffers vallen door de talloze terreuraanslagen.

## Inhoud

### Waarnemingen
De Veiligheidsraad prees de inspanningen van de Iraakse overheid om veiligheid en orde te verbeteren en te strijden tegen het terrorisme en het sektarisch geweld in het land en zei de opbouw van een stabiele eenheidsstaat te steunen.
De veiligheidssituatie was intussen verbeterd. Een politieke dialoog bleef echter nodig en alle gemeenschappen in Irak moesten deelnemen aan het politieke proces. Ook de bijstand door de UNAMI-missie bleef hierbij van belang.

### Handelingen
Het mandaat van de VN-Bijstandsmissie in Irak, of UNAMI, werd met 12 maanden verlengd. Irak en de lidstaten werden opgeroepen voor de veiligheid en logistiek van de missie te blijven zorgen.

## Verwante resoluties
- Resolutie 1830 Veiligheidsraad Verenigde Naties (2008)
- Resolutie 1859 Veiligheidsraad Verenigde Naties (2008)
- Resolutie 1905 Veiligheidsraad Verenigde Naties
- Resolutie 1936 Veiligheidsraad Verenigde Naties (2010)

Lijst ·  1860 ·  1861 ·  1862 ·  1863 ·  1864 ·  1865 ·  1866 ·  1867 ·  1868 ·  1869 ·  1870 ·  1871 ·  1872 ·  1873 ·  1874 ·  1875 ·  1876 ·  1877 ·  1878 ·  1879 ·  1880 ·  1881 ·  1882 ·  1883 ·  1884 ·  1885 ·  1886 ·  1887 ·  1888 ·  1889 ·  1890 ·  1891 ·  1892 ·  1893 ·  1894 ·  1895 ·  1896 ·  1897 ·  1898 ·  1899 ·  1900 ·  1901 ·  1902 ·  1903 ·  1904 ·  1905 ·  1906 ·  1907